# Calling Time
Calling Time es el cuarto álbum de estudio de Basshunter. Fue lanzado el 13 de mayo de 2013.

## Lista de canciones
| Edición estándar |                                                      |                                                                            |                                                                                             |          |  |
| N.º              | Título                                               | Escritor(es)                                                               | Productor(es)                                                                               | Duración |  |
| 1.               | «Dirty» (feat. Sandra)                               | Jonas Altberg, Sandra Gundstedt                                            | Jonas Altberg                                                                               | 2:53     |  |
| 2.               | «Crash & Burn»                                       | Adam Baptiste, Altberg                                                     | Altberg                                                                                     | 3:09     |  |
| 3.               | «Dream on the Dancefloor»                            | Altberg, Scott Simons, Paul, Kominek                                       | Altberg, Simons                                                                             | 3:12     |  |
| 4.               | «Calling Time»                                       | Altberg, Simons                                                            | Altberg, Simons                                                                             | 3:07     |  |
| 5.               | «Far Away»                                           | Eric Vyskocil, Paul Hutsch                                                 | Altberg                                                                                     | 3:42     |  |
| 6.               | «Rise My Love»                                       | Altberg                                                                    | Altberg                                                                                     | 2:33     |  |
| 7.               | «I've Got You Now»                                   | Altberg                                                                    | Altberg                                                                                     | 3:11     |  |
| 8.               | «You're Not Alone»                                   | Altberg, Maja                                                              | Altberg, Chris Delay                                                                        | 2:57     |  |
| 9.               | «Wake up Beside Me» (feat. Dulce María)              | Dulce María, Altberg                                                       | Dulce María, Altberg                                                                        | 2:41     |  |
| 10.              | «Northern Light (Original Mix)»                      | Altberg, Marcus Wickstrom, Minna Benne Elo                                 | Altberg, Scott Rosser                                                                       | 2:49     |  |
| 11.              | «Saturday»                                           | Engelina Larson, Erick Morillo, Mark Quashie, Mich Hansen, Thomas Troelsen | Cutfather, Thomas Trolsen, Wez Clarke (add.) Robert Uhlmann (vocal) Sarah West (add. vocal) | 3:00     |  |
| 12.              | «Fest i hela huset» (feat. Sweden Big Brother House) | Altberg, The Big Brother Theme                                             | Altberg                                                                                     | 2:51     |  |
| 13.              | «Lawnmower to Music»                                 | Altberg                                                                    | Altberg                                                                                     | 4:21     |  |
| 14.              | «Pitchy Track»                                       | Altberg                                                                    | Altberg                                                                                     | 2:16     |  |
| 15.              | «I Came Here to Party»                               | Baptiste, Altberg, Najah                                                   | Altberg                                                                                     | 2:48     |  |

| Bonus Track |                                            |                                 |                            |          |  |
| N.º         | Título                                     | Escritor(es)                    | Productor(es)              | Duración |  |
| 16.         | «Far Away (Josh's Big Room Remix)»         | Vyskocil, Hutsch, Josh Williams | Altberg                    | 4:56     |  |
| 17.         | «Dream on the Dancefloor (Rude Dog Remix)» | Altberg, Simons, Kominek        | Altberg, Simons, Rude, Dog | 5:10     |  |
| 18.         | «Northern Light (Candlelight Version)»     | Altberg, Wickstrom, Elo         | Altberg, Rosser            | 3:09     |  |